# Mesontoplatys simplicipennis
Mesontoplatys simplicipennis är en skalbaggsart som beskrevs av Rudolph Petrovitz 1972. Mesontoplatys simplicipennis ingår i släktet Mesontoplatys och familjen Aphodiidae. Inga underarter finns listade i Catalogue of Life.